# Woodmont (Connecticut)
Woodmont es un borough ubicado en el condado de New Haven en el estado estadounidense de Connecticut. En 2000 tenía una población de 1 711 habitantes y una densidad poblacional de 2 377,1 personas por km² de tierra.

## Geografía
Woodmont se encuentra ubicada en las coordenadas 41°13′41″N 72°59′32″O / 41.22806, -72.99222.

## Demografía
Según la Oficina del Censo en 2000 los ingresos medios por hogar en la localidad eran de $61 473 y los ingresos medios por familia eran $73 281. Los hombres tenían unos ingresos medios de $41 842 frente a los $41 354 para las mujeres. La renta per cápita para la localidad era de $32 126. Alrededor del 2,5% de la población estaba por debajo del umbral de pobreza.